# Eumigus
Eumigus is een geslacht van rechtvleugeligen uit de familie Pamphagidae. De wetenschappelijke naam van dit geslacht is voor het eerst geldig gepubliceerd in 1878 door Bolívar.

## Soorten
Het geslacht Eumigus omvat de volgende soorten:
- Eumigus ayresi Bolívar, 1912
- Eumigus cucullatus Bolívar, 1878
- Eumigus monticolus Rambur, 1838
- Eumigus punctatus Bolívar, 1902
- Eumigus rubioi Harz, 1973